# Secunderabad
Secunderabad es una ciudad y acantonamiento situada en el distrito de Hyderabad en el estado de Telangana (India). Su población es de 217910 habitantes (2011). Forma parte del área metropolitana de Hyderabad.

## Demografía
Según el censo de 2011 la población de Secunderabad era de 217910 habitantes, de los cuales 113577 eran hombres y 104333 eran mujeres. Secunderabad tiene una tasa media de alfabetización del 85,07%, superior a la media estatal del 67,02%: la alfabetización masculina es del 89,25%, y la alfabetización femenina del 80,51%.